# クイズ新幹線
『クイズ新幹線』（クイズしんかんせん）は、1977年10月から1978年3月まで読売テレビで平日夕方に放送されたクイズ番組。

## 概要・ルール
東海道・山陽新幹線（JR東海・JR西日本。放送当時は国鉄）の博多駅から東京駅直通運転完成にちなんだ番組である。週5日間の帯番組で、毎日15分ずつ放送されていた。
博多駅を起点に正解すると東へ1駅ずつ進み、お手つき・誤答は1駅ずつ西へ戻るという決まりで進行。ただし、博多駅にいた段階で不正解であっても罰は無かった。最初に新大阪駅にたどり着いた者が出ると「新大阪クイズ」という3択問題が全員に出題され、正解で2駅東へ進み、不正解の場合は西へ2駅戻された。最初に名古屋駅にたどり着いた場合、最終目的地の東京駅への直通を目指す「チャレンジクイズ」への挑戦権が与えられた（使うか否かは回答者の判断による）。ある6つの主題から1つを選んでそれについてのクイズに挑戦し、見事正解すれば東京駅直行決定となり、優勝賞金10万円を手にすることができた。しかし、不正解だと振り出しの博多駅に戻された。チャレンジクイズを使わなくても、1問ずつ正解して東京駅に到着すれば10万円、それ以外でも最終到着地点に応じた賞金と、その到着地点の駅の所在地にちなんだ名産品が記念品として贈られた。
この番組が放送されていた当時、東海道・山陽新幹線は28駅(現在は35駅)があったが、実際には放送時間の都合などもあって一部を省略した18駅で構成していた。

## 放送時間
- 月曜 - 金曜 17:15 - 17:30
- 月曜 - 金曜 17:35 - 17:50 （プロ野球日本シリーズ第4戦終了後） - 1977年の日本シリーズ第4戦放送時には放送時間が変更され、番組の後半で「このあとの番組、5:50 読売新聞ニュース」と次の番組の情報を白いスーパーで伝えていたことがある。

## 出演者

### 司会
- 上岡龍太郎

## 主なルート
- スタート・博多（福岡）
- 1問正解・小倉（福岡）
- 2問正解・小郡（現：新山口）（山口）
- 3問正解・広島（広島）
- 4問正解・岡山（岡山）
- 5問正解・新神戸（兵庫）
- 6問正解・新大阪（大阪）
- 7問正解・京都（京都）
- 8問正解・米原（滋賀）
- 9問正解・名古屋（愛知）
- 10問正解・豊橋（愛知）
- 11問正解・浜松（静岡）
- 12問正解・静岡（静岡）
- 13問正解・三島（静岡）
- 14問正解・熱海（静岡）
- 15問正解・小田原（神奈川）
- 16問正解・新横浜（神奈川）
- 17問正解(ゴール)・東京（東京）

## 備考
1. ↑  新下関・徳山・新岩国(以上山口県)・三原(広島県)・福山・新倉敷(岡山県)・相生・姫路・西明石(以上兵庫県)・岐阜羽島(岐阜県)の10駅が省略されている。なお、厚狭(山口県)・東広島・新尾道(以上広島県)・三河安城(愛知県)・掛川・新富士(以上静岡県)・品川(東京都)の7駅は供用開始または開業前である。